# Waldfestspiele Bad Kötzting

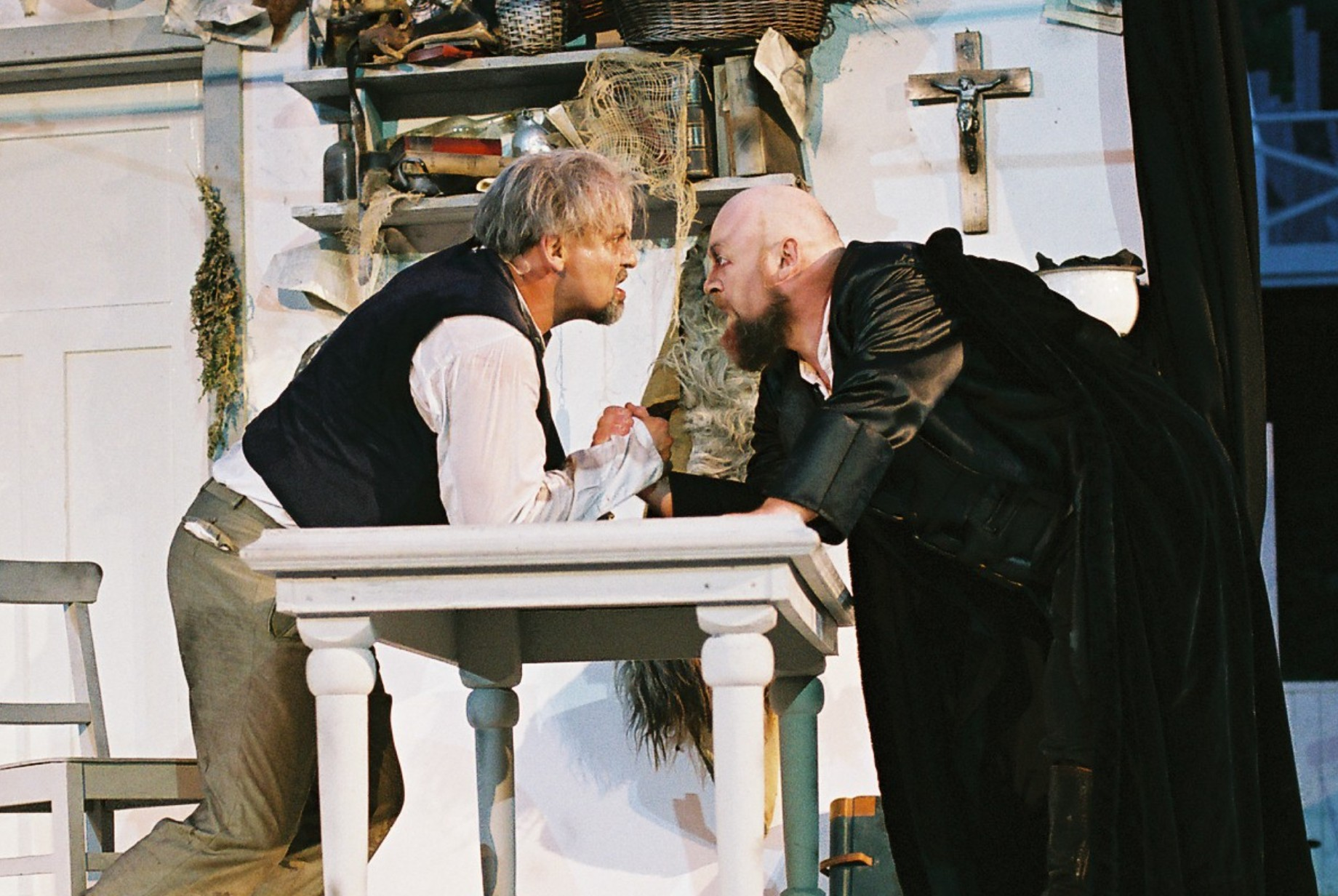
„Faust“ 2006: Teufelspakt

Die Waldfestspiele Bad Kötzting sind ein Theaterverein, der seit 1989 Klassiker der Weltliteratur auf Bairisch zur Aufführung bringt. Bis 2018 wurden mit diesem Konzept fast 150.000 Zuschauer erreicht.

## Geschichte
Seine Wurzeln hat das Freilichttheater am Bad Kötztinger Ludwigsberg in der Darstellung der „Pfingstritt Ehr“ nach Eugen Hubrich, in der die Kötztinger Bürgerschaft den Besuchern der Stadt die Geschichte des Pfingstritts über die Jahrhunderte erzählte. Heute wird in Bad Kötzting jedes Jahr an Pfingsten das Straßentheater „Pfingstlspiel“ von Johannes Reitmeier (seit 2012 Intendant am Tiroler Landestheater Innsbruck) aufgeführt. 1988 initiierte Thomas Stammberger (seit 2012 verantwortlicher Redakteur beim Bayerischen Fernsehen für Volkstheaterformate wie Komödienstadel und diverse Serien) das Entstehen des Vereins Festspielgemeinschaft Kötzting e.V. und begründete im Sommer '88 zusammen mit einer Spielerschar die Waldfestspiele Bad Kötzting. Als gewählter Intendant und Co-Autor schuf Stammberger gemeinsam mit Reitmeier neben Der Faust auch die bayerischen Fassungen von Die Räuber, Die lustigen Weiber, Woyzeck und Lysistrata – Der Weiberstreik. Johannes Reitmeier brachte im selben Jahr den „Bairischen Jedermann“ von Oskar Weber nach Hugo von Hofmannsthal auf die Bühne am Ludwigsberg. Erstmals überregionale Aufmerksamkeit rief der „Faust“ nach Goethe in der bayrischen Textbearbeitung durch Thomas Stammberger und Johannes Reitmeier hervor. Das Medienecho war so groß, dass diese Produktion 1992 in voller Länge für das Bayerische Fernsehen aufgezeichnet wurde.

## Festspiele
Unter dem Motto der Waldfestspiele Bad Kötzting, „Laientheater unter professioneller Regie und Inszenierung“, brachte Johannes Reitmeier mit den inzwischen mehr als 300 Mitgliedern der Festspielgemeinschaft jedes Jahr in den Sommermonaten Juli und August einen Klassiker in bairischer Sprache auf die Waldbühne am Ludwigsberg bei Bad Kötzting. Inzwischen hat dieses Amt der Straubinger Regisseur Sascha Edenhofer übernommen und zeichnet nun bereits seit 2021 für die Regie der Waldfestspiele verantwortlich. 
Die Übersetzungen in die bairische Mundart schrieben neben Johannes Reitmeier Thomas Stammberger sowie Barbara Schöneberger (geb. Kerscher). Letztere ist in ihrem Amt als Dramaturgin aktuell für die Übersetzungen auf der Waldbühne zuständig. Zudem wurden die Waldfestspiele Bad Kötzting immer wieder von Roger Boggasch in den Disziplinen Komposition sowie Dialogregie unterstützt.

## Produktionen
- 1988–1989: Der bairische Jedermann (Oskar Weber nach Hugo von Hofmannsthal)
- 1990–1992: Faust (Thomas Stammberger/Johannes Reitmeier nach Johann Wolfgang von Goethe)
- 1992–1993: Die Räuber (Thomas Stammberger/Johannes Reitmeier nach Friedrich Schiller)
- 1994–1995: Die lustigen Weiber (Thomas Stammberger/Johannes Reitmeier nach William Shakespeare)
- 1996–1997: Woyzeck (Thomas Stammberger/Johannes Reitmeier nach Georg Büchner)
- 1998–1999: Der bairische Jedermann (Oskar Weber nach Hugo von Hofmannsthal)
- 2000–2002: Lysistrata in Bayern – Der Weiberstreik (Thomas Stammberger/Johannes Reitmeier nach Aristophanes)
- 2003–2005: Macbeth (Johannes Reitmeier nach William Shakespeare)
- 2006–2007: Faust (Thomas Stammberger/Johannes Reitmeier nach Johann Wolfgang von Goethe)
- 2008–2010: Die Bettleroper (Johannes Reitmeier nach John Gay)
- 2011–2011: Der bairische Jedermann (Oskar Weber nach Hugo von Hofmannsthal)
- 2012–2012: Das Haus der Bernarda (Johannes Reitmeier/Barbara Kerscher nach Federico García Lorca)
- 2013–2014: Schinderhannes (Johannes Reitmeier/Barbara Kerscher nach Carl Zuckmayer)
- 2015–2017: Ein Sommernachtstraum (Johannes Reitmeier/Barbara Kerscher nach William Shakespeare)
- 2018–2019: Der Weiberstreik (Thomas Stammberger/Johannes Reitmeier nach Aristophanes bekanntestem Lustspiel „Lysistrata“)
- 2022–2023: Da Asch'nmo - Ein Zaubermärchen, Das Mädchen aus der Feenwelt oder Der Bauer als Millionär (Sascha Edenhofer/ Barbara Schöneberger nach Ferdinand Raimunds Stück des Wiener Volkstheaters „Der Bauer als Millionär oder Das Mädchen aus der Feenwelt“)
- 2024: Die Weber (Sascha Edenhofer/ Barbara Schöneberger nach Gerhart Hauptmanns Sozialdrama "Die Weber")